# Královéhradecká továrna automobilů
Královéhradecká továrna automobilů (KAN) byla obchodní značka českého výrobce automobilů z Hradce Králové fungující v letech 1911 až 1914. 

## Historie společnosti
Firma Královéhradecká továrna automobilů, Alois Nejedlý, Kukleny (německy Königgrätzer Automobilfabrik Nejedly) byla založena roku 1911 Aloisem Nejedlým, majitele koželužského závodu na předměstí Hradce Králové Kukleny. Obchodním cílem byla výroba především cenově dostupných osobních vozech pro uspokojení rostoucí poptávky po automobilech. Od téhož roku zde byly vyráběny byly celkem čtyři typy vozů, tři dvousedadlové a jeden čtyřsedadlový. 
V roce 1914 byla kvůli nízkým výnosům z prodejů jejich výroba ukončena. Celkově tak vzniklo minimálně několik desítek kusů vozů.

## Vozidla
Zpočátku továrna vyráběla model A s jednoválcovým motorem s 731 cm³ zdvihového objemu a výkonem 7 koní s torpédovou karoserií. V roce 1912 byl představen dvouválcový model S s motorem o objemu 1206 cm³ a síle 11 koní. Nabídku od roku 1913 doplnil čtyřválcový model LC s objemem motoru 1330 cm³ o výkonu 20 až 22 koní.

## Galerie

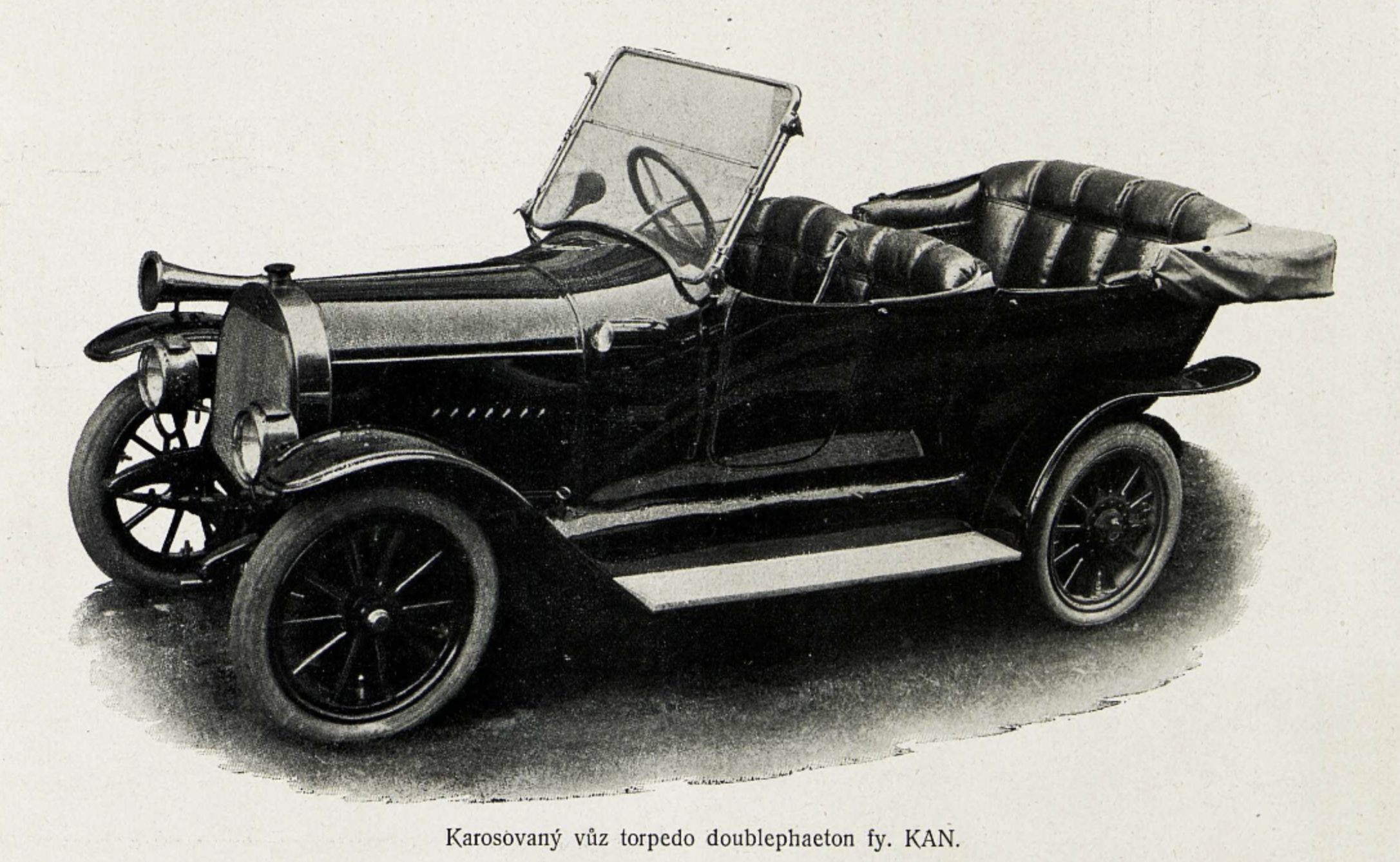
K.A.N. Torpedo Doublephaeton (1913)
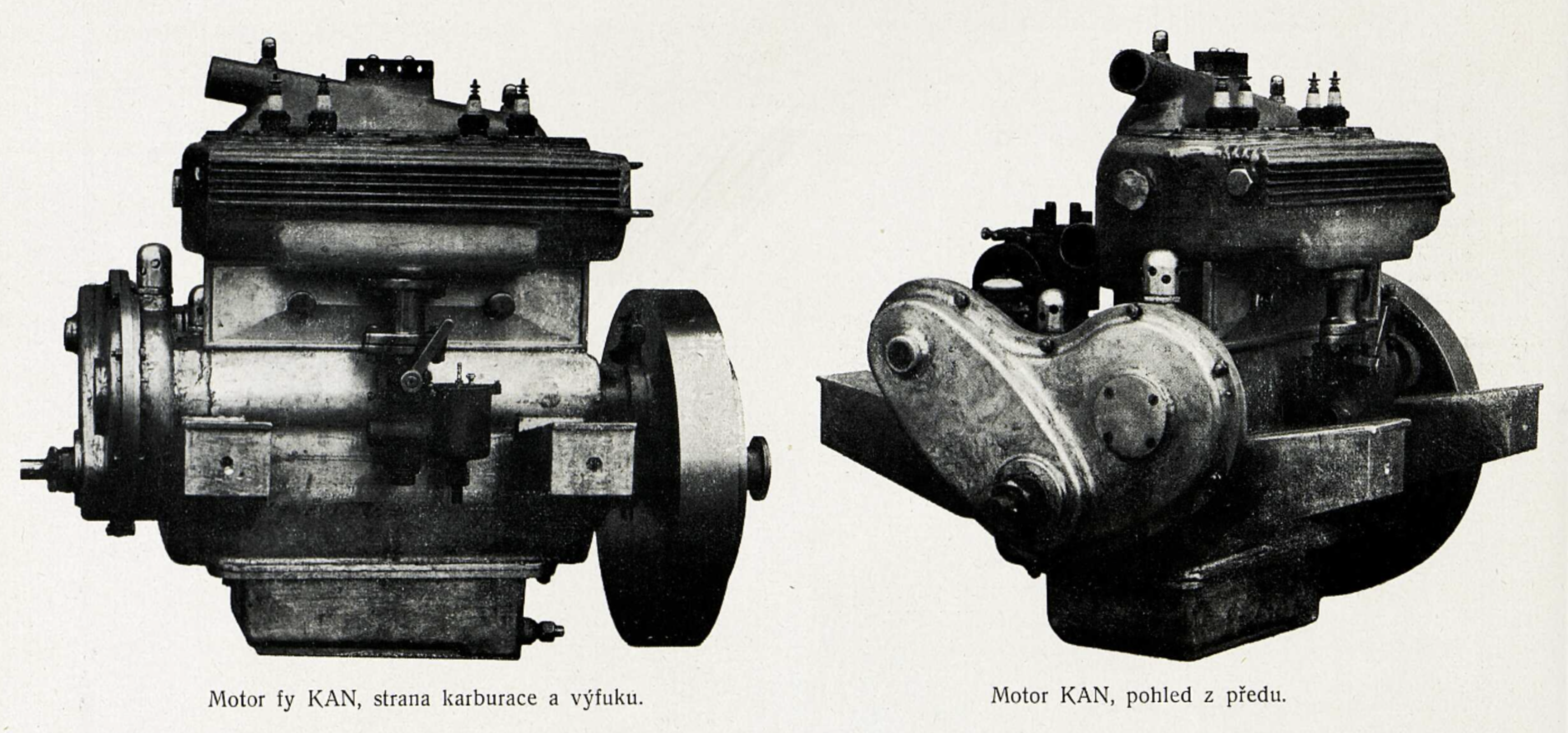
Automobilový motor značky K.A.N.
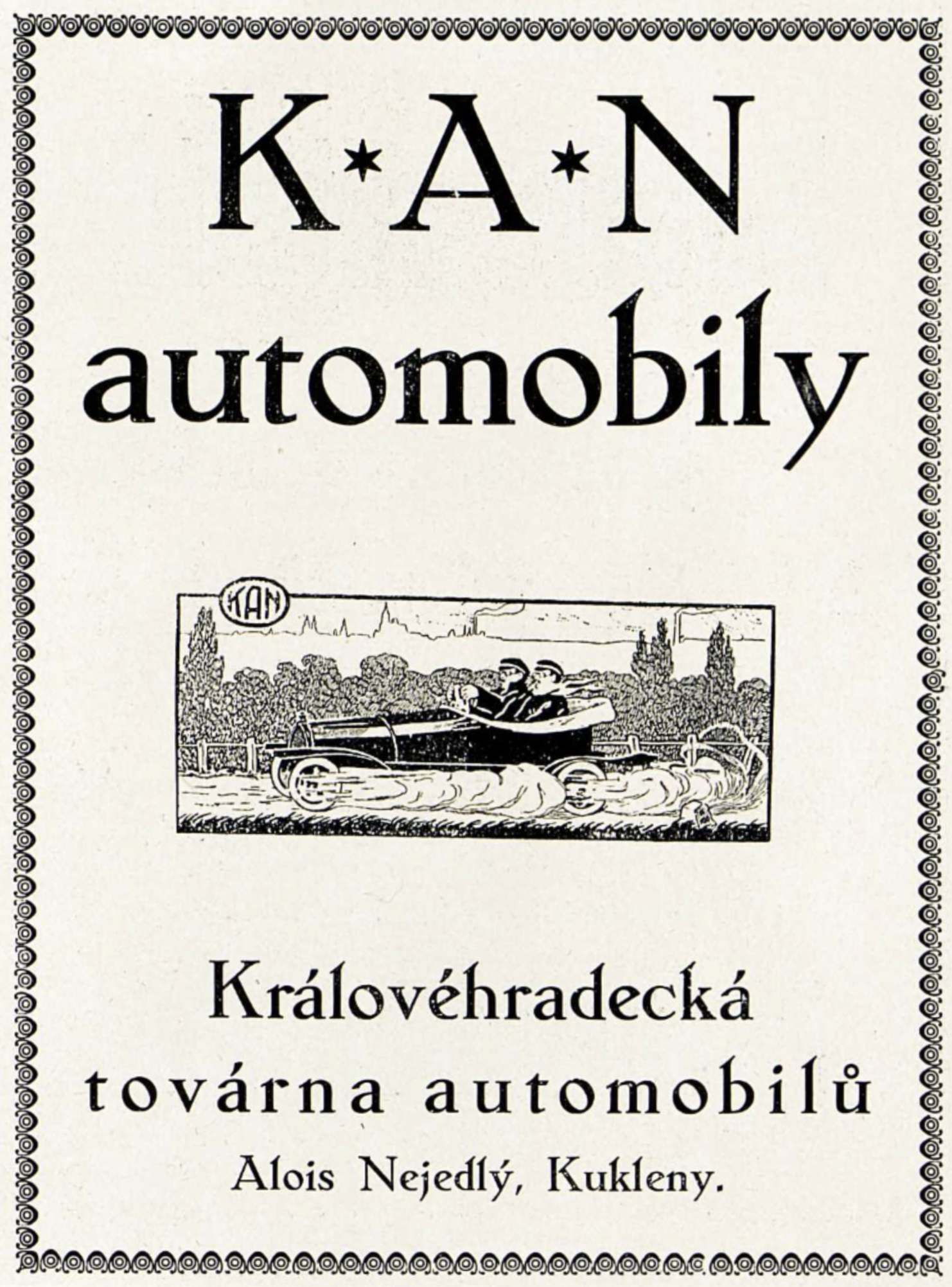
Reklama automobilky z roku 1913
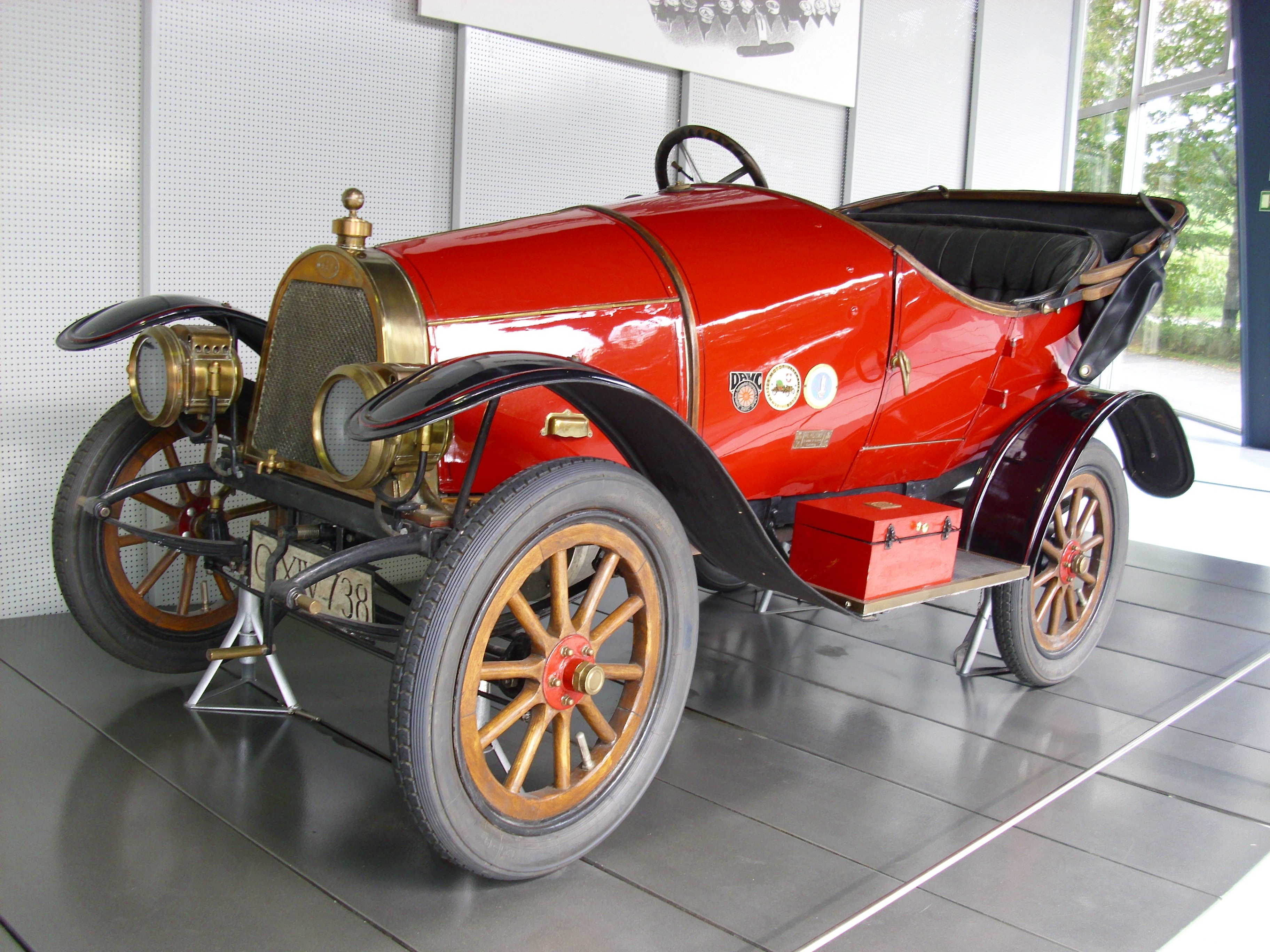
Automobil KAN ve sbírce muzea EFA Mobile Zeiten v bavorském Amerangu